# Лось (река)
Лось — река в Москве, наиболее крупный левый приток реки Ички.
На всём протяжении Лось протекает по территории национального парка «Лосиный остров» и имеет полностью залесенный бассейн. Лось считается самым чистым московским водотоком.

## Этимология названия
Название реки Лось является позднейшим по отношению к топониму Лосиный остров, и было создано искусственно.
Оно безусловно связано с названием национального парка, но имеет ли эта связь прямой или опосредованный характер, не установлено (название самого парка увязывают с охотами на лосей, которые проводились здесь при царе Алексее Михайловиче). Не исключено, что река получила имя уже по железнодорожной платформе Лось (открыта в 1929 году), вблизи которой протекает — впрочем, не исключено и образование имени платформы от реки.
Примечательно, что ручей-приток Лося известен как Лосёнок. Этот гидроним представляет явный перенос словообразовательных отношений: суффикс, обозначающий у животных детёныша, «маленькую» особь, распространяется на водный объект со смыслом «приток», «малая река, впадающая в большую».

## Гидрологическая характеристика
Длина реки равна 4,5 км, площадь бассейна составляет около 8 км². Воды Лося считаются незагрязнёнными, и его называют самой чистой рекой Москвы.
Лось входит в число малых водотоков региона, сохраняющих естественный гидрологический режим. В весенний период эти реки сильно разливаются, а в летние месяцы подвержены высыханию практически до устья.

## Течение реки
Лось образуется слиянием нескольких ручьёв. Река протекает в открытом русле, которое было спрямлено и углублено, и образует долину незначительной глубины. Течение реки проходит по территории парка «Лосиный остров», вначале в северо-западном, затем в северо-восточном направлении. Водоток является наиболее крупной рекой Москвы, у которой вся территория бассейна залесена.
В низовьях на Лосе создан Лосиный пруд. Ниже пруда впадает слева в реку Ичку, немного южнее Московской кольцевой автомобильной дороги.

## Приток Лосёнок
Правым притоком Лося является ручей Лосёнок. Лосёнок имеет длину 1,9 км, протекая по территории 15-го и 14-го кварталов лесничества.

## Археологические памятники
В верховьях Лося прослеживаются свидетельства сравнительно раннего хозяйственного освоения. Течение Лося подвергалось археологическому изучению сотрудницей Музея истории Москвы О. М. Даниловой. В 1989 году, используя указания А. В. Абатурова, в этом районе были выявлены 3 памятника-селища и курганная группа.
В этом же году в среднем течении реки, полутора километрами выше устья, на её правом берегу (квартал 14 Лосиноостровского лесничества) О. М. Данилова и А. В. Трусов произвели раскопки небольшого могильника, вскрыв два из семи его курганов.